# Камилло III Гонзага
Ками́лло III Гонза́га  (итал. Camillo III Gonzaga; 23 августа 1649, Новеллара, графство Новеллара — 16 августа 1727, там же) — представитель Новелларской ветви дома Гонзага, граф Новеллары и Баньоло с 1678 по 1727 год.

## Биография
Родился в Новелларе 23 августа 1649 года, в семье Альфонсо II Гонзага, суверенного графа Новеллары и Риччарды Чибо-Маласпина. По отцовской линии приходился внуком Камилло II Гонзага, суверенному графу Новеллары и Баньоло и донне Катерине д’Авалос д’Аквино д’Арагона из дома князей Франкавиллы. По материнской линии был внуком Карло I Чибо-Маласпина, суверенного князя Массы и маркграфа Каррары и Бриджиды Спинола из дома маркграфов Каличе. Образование будущего графа было доверено иезуитам. Он не преуспел в точных науках, но проявил талант в красноречии и остроумии.
Наследовал отцу 25 июля 1678 года под именем Камилло III. Имперскую инвеституру получил спустя год. Его полный титул был следующим: Камилло III Гонзага, суверенный граф Новеллары, Кортенуовы и Баньоло, синьор водного канала Новеллары, синьор Сан-Томмазо, Санта-Марии и Сан-Джованни, венецианский патриций. Камилло III был страстным охотником. Грамотно вёл государственные дела. Содержал двор на собственные средства. Поддерживал бедных подданных, в том числе через налоговые льготы. Поддерживал монастыри и строил церкви. В апреле 1700 года был принят римским папой Иннокентием XII в Риме. Понтифик преподал ему своё благословение до пятого колена и триста индульгенций.
Камилло III сумел сохранить за собой правление в феоде, проявив лояльность к императору Священной Римской империи. В марте 1727 года с графом произошёл несчастный случай, от которого он не смог оправиться. Его смерть 16 августа 1727 года вызвала у подданных чувства искренней скорби. Преемник Камилло III умер спустя год из-за туберкулеза. Затем графством управляли императоры Священной Римской империи, пока оно не перешло на правах регента дочери Камилло III. Она была последней представительницей дома Гонзага-Новеллара, члены которого правили графством с начала XVI века.

### Брак и потомство
В 1695 году Камилло III Гонзага сочетался браком с Матильдой д’Эсте (2.04.1673 — 2.03.1732), дочерью Сиджизмондо III д’Эсте, маркграфа Сан-Мартино и Ланцо и Марии Терезы Гримальди из дома князей Монако и маркграфов де Бо. В браке родились трое детей, из которых двое дожили до совершеннолетия:
- Риччарда (24.3.1697 — 26.4.1698), умерла в младенческом возрасте;
- Риччарда (22.8.1698 — 24.11.1768), 29 апреля 1715 года сочеталась браком с Альдерано I Чибо-Маласпина (22.7.1690 — 18.8.1731), герцогом Массы и князем Каррары, с 1731 по 1744 была регентом при несовершеннолетней наследнице, с 1728 суверенная графиня Новеллары;
- Филиппо Альфонсо[итал.] (3.4.1700 — 13.12.1728), с 1727 года суверенный граф Новеллары, Баньоло и Кортенуовы под именем Филиппо Альфонсо I, синьор водного канала Новеллары, синьор Санта-Марии, Сан-Томмазо и Сан-Джованни, венецианский патриций, в 1728 году сочетался браком с Элеонорой Танара, но брак не был консуммирован  из-за преждевременной смерти супруга от туберкулёза.

В 1702 году, после битвы при Санта-Виттории, Камилло III принял при своём дворе Филиппа V, короля Испании. Во время своего пребывания в Новелларе, испанский король стал крёстным отцом Филиппо Альфонсо, наследника Камилло III. По этому случаю монарх даровал графу и его сыну титулы испанских грандов первого класса.
Кроме жены у Камилло III были любовницы, одна из которых, донна Орсола Манари, вдова Пио, родила ему сына Альфонсо, которого он легитимировал. Графиня Матильда ревновала супруга. В 1714 году она организовала на него покушение. Граф чудом остался жив. Камилло III не стал требовать развода. В качестве наказания он отправил жену обратно к её отцу, а детей оставил у себя. Графиня Матильда находилась в заключении в монастыре в Модене в течение одиннадцати лет. Только в 1725 году муж позволил ей посетить Новеллару по случаю крещения их внучки Марии Терезы Чибо-Маласпина, дочери Риччарды Гонзага. Матильда воспользовалась случаем и предприняла попытку отравить мужа, которая, к счастью для графа, провалилась.